# 樱花巷剧院
樱花巷剧院（Cherry Lane Theatre）位于美国纽约市曼哈顿格林尼治村西村Commerce街38号，是该市最古老的连续运行的外百老汇剧院。樱花巷拥有179个座位的主舞台和一个60人的演播室。

## 历史
该建筑建于1817年，曾用作农场和烟草仓库以及工厂。埃德娜·圣文森特·米莱等人将其改造为樱桃巷剧场，于1924年开幕，首演剧目为Richard Fresnell的《星期六之夜》。
市中心剧院运动等一些戏剧运动都根源于此。它获得了这样的声誉：有抱负的剧作家和新兴的声音可以在此展示他们的作品。一系列美国的重要戏剧都是从这个小剧院流出，作家包括1920年代的弗朗西斯·斯科特·菲茨杰拉德、约翰·多斯·帕索斯；1940年代的尤金·奥尼尔、格特鲁德·斯泰因；1950年代的萨缪尔·贝克特、巴勃罗·毕加索, T·S·艾略特；1960年代的哈罗德·品特、阿米里·巴拉卡，以及爱德华·阿尔比；。贝克特的《啊，美好的日子！》在1961年9月17日在樱花巷举行了世界首演，由Alan Schneider执导。
1982年10月17日，Sam Shepard的True West 的纽约首演在樱桃巷，主演约翰·马尔科维奇和加里·辛尼斯。
Angelina Fiordellisi在1996年以170万美元购买了剧院和建筑物，并以300万美元翻新。这一年，艺术总监Fiordellisi和苏珊布林克利共同创办了樱花巷剧院公司。